# 去甲汉黄芩素
去甲汉黄芩素（英語：Norwogonin，也称为5,7,8-三羟基黄酮，5,7,8-trihydroxyflavone，缩写5,7,8-THF）是一种天然黄酮类化合物，存在于黄芩（学名：Scutellaria baicalensis）等植物中。其生物学活性接近7,8-二羟基黄酮（7,8-DHF）。